# Спижі (пам'ятка природи)
Спижі́ — ботанічна пам'ятка природи місцевого значення в Україні. Розташована в межах Надвірнянського району Івано-Франківської області, біля села Середній Майдан. 
Площа 1,6 га. Статус надано згідно з розпорядженням обласної ради від 15.07.1993 року. Перебуває у віданні ДП «Делятинський держлісгосп» (Майданське л-во, кв. 19). 
Статус надано з метою збереження модринових насаджень з домішкою ялини та ялиці віком понад 80 років. 